# Léopold Standaert
Léopold Standaert (ur. 25 sierpnia 1884 w Gandawie, zm. ?) – belgijski żeglarz, dwukrotny olimpijczyk, zdobywca brązowego medalu w regatach na Letnich Igrzyskach Olimpijskich w 1920 roku w Antwerpii.
Na Letnich Igrzyskach Olimpijskich 1920 zdobył brąz w żeglarskiej klasie 8 metrów (formuła 1919). Załogę jachtu Antwerpia V tworzyli również Henri Weewauters, Willy de l’Arbre, Georges Hellebuyck i Albert Grisar.
Cztery lata później zdobył zaś 5 lokatę w klasie 6 metrów na jachcie Ciss. Załogę uzupełniali wówczas John Klotz i Léon Huybrechts.